# Großscheid
Großscheid ist ein Ortsteil von Schöneshof in der Gemeinde Neunkirchen-Seelscheid im Rhein-Sieg-Kreis.

## Lage
Großscheid liegt im Südosten von Schöneshof, nördlich liegt der Ortsteil Kleinscheid.

## Geschichte
Das Dorf gehörte bis 1969 zur Gemeinde Neunkirchen.
1830 hatte Scheid 38 Einwohner. 1845 hatte der Hof 45 katholische Einwohner in acht Häusern. 1888 gab es 54 Bewohner in zehn Häusern.
1901 hatte der Weiler 39 Einwohner. Verzeichnet sind die Familien Peter Mathias Rosauer, Conrad Roth, Johann Schlösser, Peter Schmitz, Peter und Wilhelm Schneider. Bis auf den Hufschmied Schmitz waren alle Ackerer.